# Pierre Valcour
Pierre Valcour est un acteur, réalisateur et producteur québécois né le 8 juillet 1931 à Montréal (Québec) et mort le 26 novembre 2012 à Sherbrooke (Québec).
Le fonds d'archives de Pierre Valcour est conservé au centre d'archives de Montréal de Bibliothèque et Archives nationales du Québec.

## Biographie
Pierre Valcour (Louis-Norbert Morin) incarnait le personnage de Guillaume dans le célèbre feuilleton canadien La Famille Plouffe.

## Filmographie

### Acteur
- 1953 : Tit Coq de René Delacroix et Gratien Gélinas
- 1953 : L'Esprit du mal de Jean-Yves Bigras
- 1972 : La Vraie Nature de Bernadette de Gilles Carle
- 1974 : Bingo de Jean-Claude Lord
- 1994 : Si belles de Jean-Pierre Gariépy

### Réalisateur, producteur de documentaires
- 1973 : Les Rescapés de la préhistoire
- 1973 : Madinina, vingt-cinq and d'Antilles
- 1973 : Fantastique Île de Pâques
- 1973 : Les Trésors de la Vallée des Rois
- 1973 : Le Grand Voyage
- 1973 : Torngat
- 1973 : Joyaux de la mer de corail
- 1973 : Libye, désert vivant
- 1974 : Les Origines de la révolution tranquille : L'Université au pouvoir
- 1974 : Les Origines de la révolution tranquille : Décade 1929-39
- 1974 : Etock
- 1974 : Broadback
- 1975 : Joseph Charbonneau, sixième évêque de Montréal
- 1975 : Kebeckootut
- 1975 : Histoire de la presse au Québec
- 1976 : Petite histoire des grandes coopératives au Québec
- 1976 : Histoire des mouvements de jeunesse au Québec
- 1976 : Si Québec m'était conté
- 1978 : Portrait du chanoine Lionel Groulx, 1879-1978

### Producteur
- 1975 : Nahanni vallée des hommes sans têtes documentaire de Jean Poirel
- 1975 : Guatemala documentaire de Jean Chartier
- 1976 : La Science prodigieuse des Pharaons de Denis Robert
- 1976 : Jules le magnifique de Michel Moreau
- 1976 : Arctique : Défi de tous les temps documentaire de Marc Blais
- 1978 : L'Énigme des soucoupes volantes documentaire de Jean-Pierre Gauthier
- 1978 : Psi : Au-delà de l'occultisme documentaire de Jean-Pierre Gauthier
- 1979 : Cap au Nord de Jacques Pettigrew et Marie-Ève Thibault
- 1986 : Les Contes de mille et un nez documentaire de Jean-Pierre Gauthier
- 1987 : Le Frère André de Jean-Claude Labrecque

## Livres
- Ambroise... Tout Court, ed. Septentrion, 1999,  (ISBN 9782894481318)
- La Liberté Aussi Vient de Dieu: Témoignages en L'honneur de Georges-Henri Lévesque, avec	François Beaudin, Georges-Henri Lévesque, ed.Presses Université Laval, 2002,  (ISBN 9782763778877).

## Sources
- Radio-Canada, René Cauchaux, Estrie-Express, 21 février 2008: Pierre Valcour.
- Le Devoir, Jean-François Nadeau,  Pierre Valcour 1931-2012 - L’homme qui incarnait Guillaume Plouffe n’est plus